# Jorge dos Anjos
Nota: Se procura o militar e político brasileiro, consulte Jacinto Jorge dos Anjos Correia
Jorge dos Anjos (Ouro Preto, 30 de abril de 1957) é um artista plástico do estado brasileiro de Minas Gerais.
Envolvido com a gravura e escultura, coleciona prêmios em salões nacionais de arte. Tornou-se ao longo da carreira um dos nomes mais expressivos da arte mineira contemporânea.
Seu nome também está vinculado à participação e colaboração em festivais de arte negra.

## Vida
Jorge dos Anjos viveu a infância e juventude em Ouro Preto, onde, de 1970 a 1976, estudou na Fundação de Arte de Ouro Preto (Faop).
A inspiração para a arte veio da própria cidade e seu cenário barroco, bem como pelas cores de Nello Nuno, do qual foi aluno, e estruturas tridimensionais de Amílcar de Castro.
Em 1984, ao viajar para a Bahia, passou a ter mais proximidade com elementos do candomblé e os agregou em sua arte.
Em 1987, Jorge dos Anjos passou a criar projetos em papelão para esculturas.
Em 1989, mudou-se para Belo Horizonte para ampliar as possibilidades de trabalho.
Em 29 de junho de 2010, foi lançado o livro Risco, Recorte, Percurso composto pela cronologia artística e análise da produção de Jorge dos Anjos. O livro conta com a adesão de nomes consagrados na cena artística mineira com prefácio do historiador Roberto Conduru, análise crítica de Márcio Sampaio e Joëlle busca,  poemas de Gustavo Penna, Ricardo Aleixo e Tavinho Moura, além de projeto gráfico de Marconi e Marcelo Drummond.
Outras obras do artistas estão presentes nos livros Revue Noire- Brésil Afro-brasileiro (1996), Um século de História das Artes Plásticas de Belo Horizonte (1997) e Visagens (1998).

## Estilo e recepção crítica
As esculturas de Jorge dos Anjos são produzidas em ferro, pedra-sabão e madeira a partir dos desenhos elaborados pelo artista. Por isso, suas peças são originais, de grandes ou pequenas dimensões, influenciadas pelo imaginário africano e marcadas pelas dobras, volumes e recortes.
O jornalista e ex-prefeito de Ouro Preto Angelo Oswaldo de Araújo Santos classifica a produção do artista como um "balé das silhuetas".
Desde a década de 70, o artista pesquisa e desenvolve várias possibilidades expressivas das artes visuais – linha, cor, aço, pedra, madeira, marcas do ferro na tela e fogo no feltro.
Segundo a historiadora Marília Andres Ribeiro, os registros no feltro são  "marcas de violência" que "são purificadas nos rituais performáticos realizados pelo artista no chão".
Segundo o historiador de arte Roberto Conduru, as obras de Jorge dos Anjos acentuam a dimensão abstrata do confronto de signos construtivos e religiosos, além de explorar a geometria da simbologia religiosa e a estrutura do plástico.
A obra Portal da Memória está instalada na Lagoa da Pampulha, um dos símbolos da capital de Minas Gerais, e tem a finalidade de proteger o espaço dedicado a Iemanjá.
Outra produção é o Monumento Zumbi Liberdade e Resistência - 300 anos, instalada na Avenida Brasil, em Belo Horizonte.
Outras obras estão espalhadas em todo o País em prédios públicos, museus, galerias e coleções e são marcadas pela simbologia e estética afrodescendente.
Suas experiências também incluem o uso da pólvora, cola e fogo sobre o plástico para marcar o desenho.